# Лесные соколы
Лесные соколы (лат. Micrastur) — род птиц из семейства соколиных.

## Ареал
Обитают в Северной, Центральной и Южной Америках: от севера Мексики вплоть до северной Аргентины. 

## Описание сведения
Приспособлены к полёту не на открытом пространстве, а в лесах. У них короткие крылья, длинные хвосты и очень острый слух.
Размеры средние. 
Хищники, ловят птиц, млекопитающих и рептилий. Охотятся поджидая добычу в засаде, преследуя (как в полёте, так и пешком) на небольшой дистанции.

## Виды
В состав рода включают семь видов:
| Изображение | Латинское название      | Русское название         | Распространение |
| ----------- | ----------------------- | ------------------------ | --- |
|             | Micrastur ruficollis    | Полосатый лесной сокол   | юго-восток Бразилии, юг до северо-востока Аргентины и запад до Парагвая |
|             | Micrastur plumbeus      | Сизый лесной сокол       | Чоко на юго-западе Колумбии и северо-западе Эквадора |
|             | Micrastur gilvicollis   | Двуполосый лесной сокол  | западная и северная части бассейна Амазонки |
|             | Micrastur mintoni       |                          | юго-восточные тропические леса Амазонки в Бразилии и Боливии |
|             | Micrastur mirandollei   | Дымчатый лесной сокол    | Боливия, Бразилия, Колумбия, Коста-Рика, Эквадор, Французская Гвиана, Гайана, Панама, Перу, Суринам и Венесуэла                                                                                 |
|             | Micrastur semitorquatus | Ошейниковый лесной сокол | Аргентина, Белиз, Боливия, Бразилия, Колумбия, Коста-Рика, Эквадор, Сальвадор, Французская Гвиана, Гватемала, Гайана, Гондурас, Мексика, Никарагуа, Панама, Парагвай, Перу, Суринам и Венесуэла |
|             | Micrastur buckleyi      | Амазонский лесной сокол  | Перу, Эквадор и крайний юг Колумбии |